# Kopisty
Kopisty (německy Kopitz) jsou zaniklá vesnice v okrese Most v Ústeckém kraji. Nacházela se zhruba tři kilometry severně od bývalého města Mostu podél Bílého potoka v nadmořské výšce 239 metrů. Její katastrální výměra byla 1156 ha. Ke Kopistům patřily osady Konobrže, Pařidla a Pláň. V letech 1911–1945 měly Kopisty status města. Obec byla zbořena v letech 1974–1979 z důvodu těžby hnědého uhlí.
Název Kopisty dodnes nese katastrální území, součást statutárního města Most. Leží zde sporadicky využívaná železniční zastávka Most-Kopisty na železniční trati Most – Moldava v Krušných horách.

## Historie

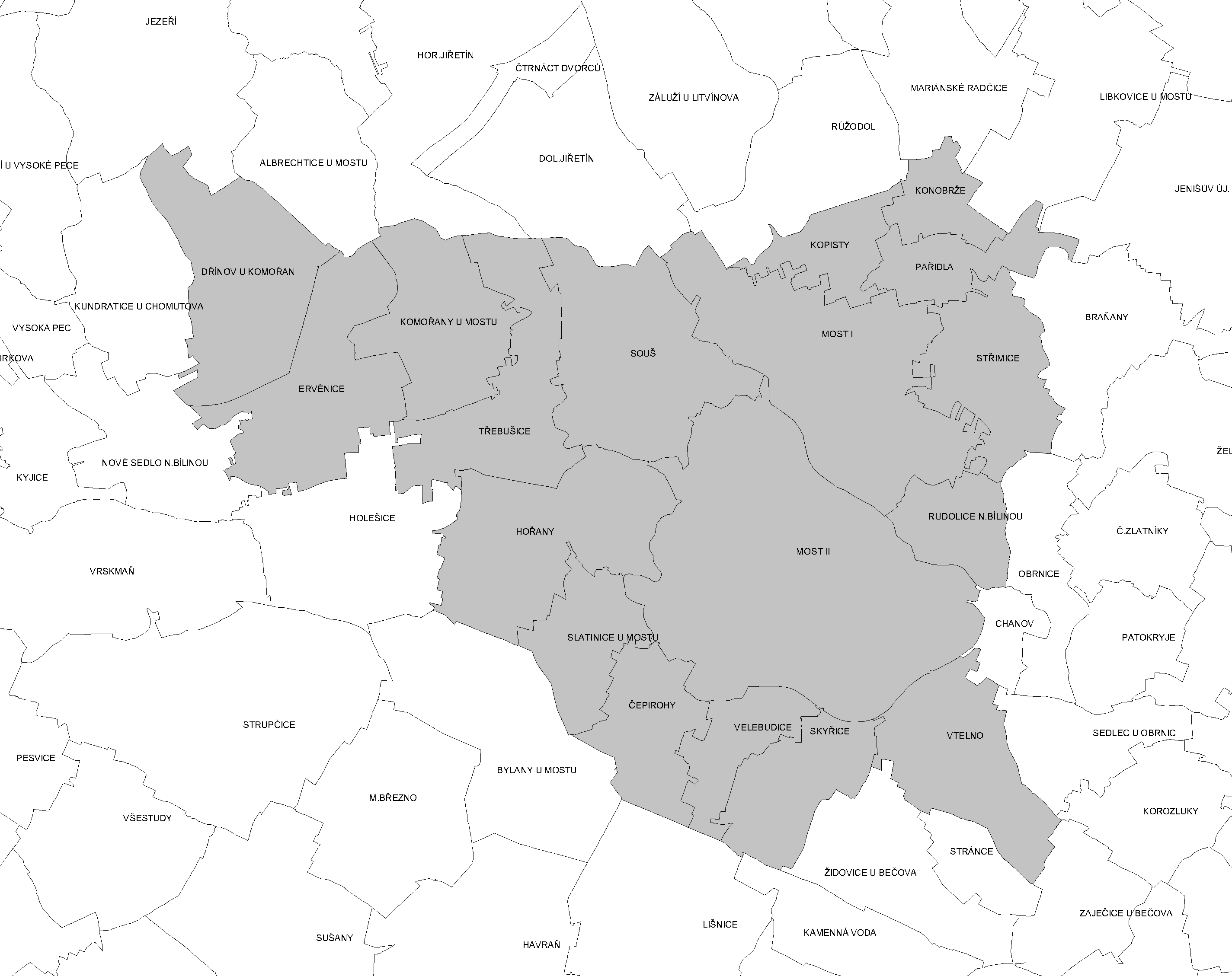
Katastrální území Mostu

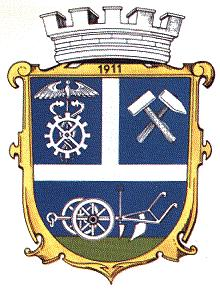
Historický znak Kopist

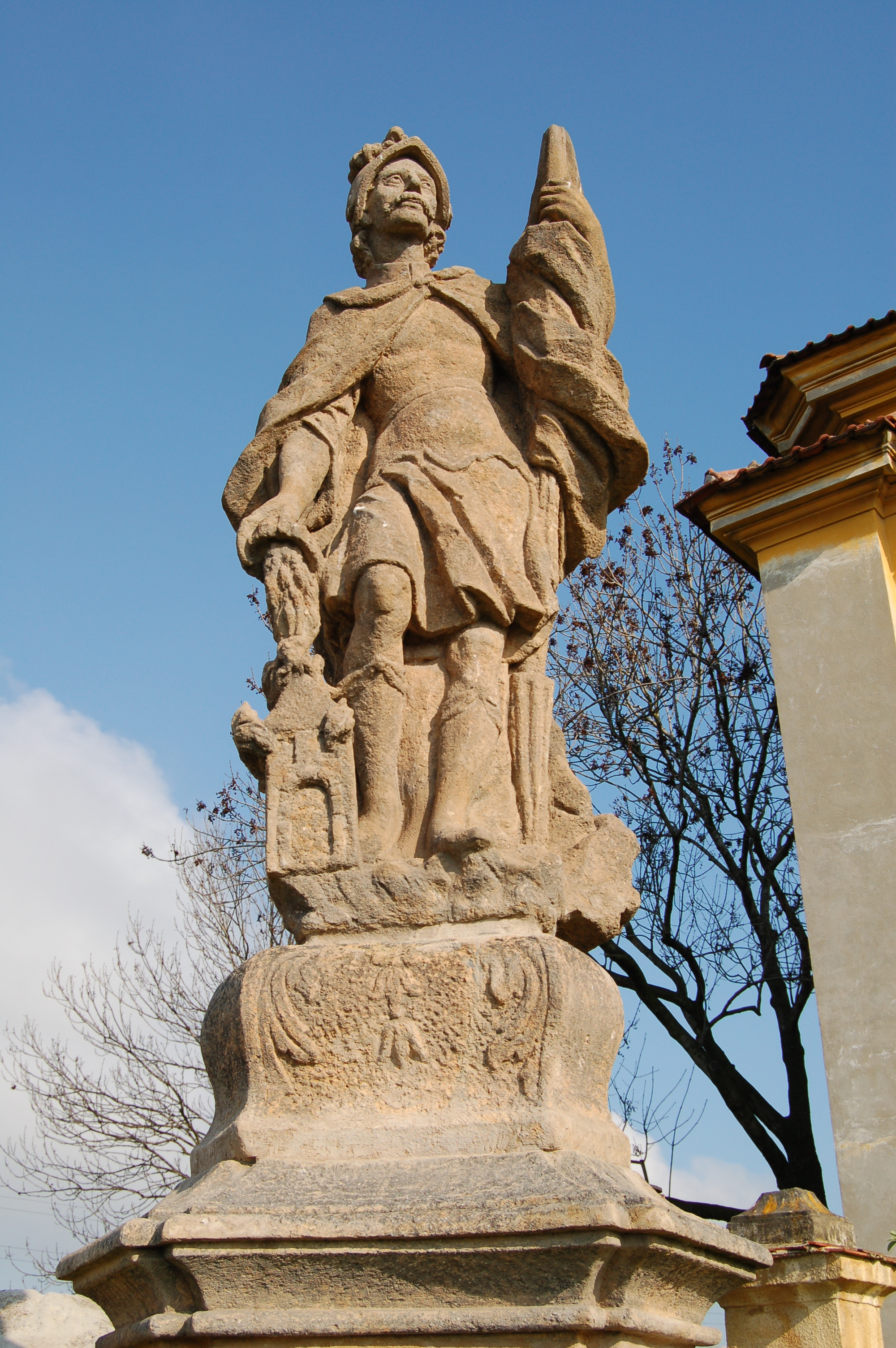
Socha svatého Floriána přemístěná ke kostelu ve Vtelně

Pravěké osídlení ve středním neolitu a starší době bronzové v katastrálním území Kopist dokládá nález sídlišť lidu kultury s vypíchanou keramikou a únětické kultury v místech s bývalým pomístním jménem Pod Pařidly.
První věrohodná písemná zpráva pochází z roku 1227, kdy člen hrabišického rodu Kojata ve své závěti odkázal ves zderazskému klášteru Křižovníků Božího hrobu. Tomuto klášteru později věnoval svůj díl Kopist i jeho bratr Všebor. V majetku kláštera zůstala ves po celé 13. století. Část vesnice pravděpodobně však i nadále patřila drobné šlechtě. V roce 1273 udělil Přemysl Otakar II. městu Mostu mílové právo, ze kterého vyčlenil Kopisty, kde mohla být svobodná šenkovna a kovárna.
V první polovině 14. století získal část vsi, dříve náležející klášteru, šlechtic Kerunk z Lomu. V roce 1344 svůj díl prodal benediktinskému klášteru v Saské Kamenici, který ji vlastnil do roku 1366. Zbývající část vesnice byla postupně v majetku několika drobných šlechticů. V roce 1405 je za Václava z Mrzlic prvně zmiňována zdejší tvrz.
V letech 1439–1510 vlastnili část Kopist Hochhauserové z Hochhauzu, od nich ji odkoupili Smolíkové ze Slavic, kteří ves prodali roku 1533 Sekerkům ze Sedčic. Od nich získalo díl Kopist s tvrzí a poplužním dvorem v roce 1543 město Most prostřednictvím špitálu sv. Ducha. Další část Kopist byla v roce 1507 v majetku pána na mosteckém hradu Jana z Veitmile. Také tuto část během 16. století získalo město Most. Město jakožto pozemkový feudál pak z Kopist vytvořilo centrum svého rozsáhlého městského panství, které si drželo až do roku 1848. Po roce 1850 se Kopisty staly samostatnou obcí s osadami Konobrže, Pařidla a Pláň.
V poslední třetině 19. století se tradičně zemědělská obec a její okolí začalo měnit v souvislosti se vznikem řady uhelných dolů: Julius II (1878), Julius III (1882), Julius IV (1891) a Habsburg (1890, od roku 1919 Minerva). S rozvojem průmyslu se zvyšoval počet obyvatel a měnilo se jeho národnostní složení. Od konce 19. století zde početně narostla česká menšina, takže v roce 1902 byla v obci zřízena česká škola. V roce 1911 byly Kopisty povýšeny na město, po druhé světové válce tento status ztratily. V letech 1974–1979 byla obec likvidována z důvodu rozšíření těžby uhlí a její katastrální území bylo připojeno k Mostu.

## Obyvatelstvo
Při sčítání lidu v roce 1921 ve městě žilo 4 990 obyvatel (z toho 2 501 mužů), z nichž bylo 3 612 Čechoslováků, 1 346 Němců, čtyři Židé, dva příslušníci jiné národnosti a 26 cizinců. Převládali lidé bez vyznání (2 905 obyvatel). Většina ostatních (1 947) se hlásila k římskokatolické církvi, šedesát jich byla evangelíky, 69 členy církve československé, osm patřilo k církvi izraelské a jeden k jiným nezjišťovaným církvím. Podle sčítání lidu z roku 1930 mělo město 5 285 obyvatel: 4 024 Čechoslováků, 1 235 Němců, pět příslušníků jiné národnosti a 21 cizinců. Počet římských katolíků poklesl na 1 919, evangelíků bylo 140, židů sedm, členů církve československé 168 a osm lidí bylo příslušníky nezjišťovaných církví. Většina obyvatel (3 043) byla bez vyznání.
|           | 1869 | 1880 | 1890  | 1900  | 1910  | 1921  | 1930  | 1950  | 1961  | 1970  | 1980 |
| --------- | ---- | ---- | ----- | ----- | ----- | ----- | ----- | ----- | ----- | ----- | ---- |
| Obyvatelé | 549  | 820  | 1 862 | 4 044 | 4 879 | 4 990 | 5 285 | 3 879 | 2 728 | 1 654 | 2    |
| Domy      | 90   | 95   | 170   | 265   | 307   | 310   | 413   | 443   | 495   | 229   | 1    |

## Pamětihodnosti
- Původně gotická tvrz na náměstí
- Původně gotický kostel Božího Těla, v 18. století barokně přestavěný a v 19. století nově upravený. Při historickém průzkumu kostela byly objeveny fresky, které byly sejmuty a jsou uloženy v Oblastním muzeu v Mostě.
- Socha svatého Floriána z roku 1739, která se nachází u kostela ve Vtelně.
- Areál bývalého dolu Julius III slouží jako Podkrušnohorské technické muzeum